# آرمن مارکاریان
آرمن مارکاریان (ارمنی: Արմեն Մարգարյան; انگلیسی: Armen Margarian؛ زادهٔ ۸ سپتامبر ۱۹۷۸) مدیر عامل اجرایی، یک استراتژیست ارمنی-آمریکایی، و یکی از بنیان‌گذاران و مدیر عامل شرکت نکسوس‌لب است. در سال ۲۰۰۹ مجله اینکورپوریشن ۵۰۰۰ این کمپانی را یکی از سریعترین شرکت‌های خصوصی در حال رشد در ایالات متحده آمریکا معرفی کرد.